# 美索錫
美索錫(Mezőség)是一個外西凡尼亞地區的地理名詞，介於穆列什河與Someş River之間。美索錫也可以指這個地區上匈牙利裔民族的舞蹈。這種舞蹈是一種即興的雙人舞，在匈牙利語中又稱之為mezőségi，意思是來自美索錫。舞蹈分有兩部分：lassu (慢)以及friss (快)，各個村莊的美索錫舞蹈都會有各自不同的變化。
美索錫地區也分有兩部分，一部分是東北的丘陵地區，一部分是西南的平原。其中一些重要有城鎮有Sic、Mociu、Jucu、Band、Suatu、Unguraş。